# Alvarezsauridae
Alvarezsauridae (alvarezsauridi) je čeledí malých dravých nebo hmyzožravých (teropodních) dinosaurů, žijících v období křídy. Původně byli tito dlouhonozí běžci považováni za primitivní, druhotně nelétavé ptáky, dnes je vědci obecně považují za zástupce skupiny Maniraptoriformes nebo za blízké příbuzné skupiny Ornithomimosauria.

## Paleobiologie
Tito dinosauři byli vysoce specializovaní a vyvíjeli se postupně do stále více miniaturních rozměrů. Jejich přední končetiny byly redukované a tenké čelisti nesly drobné zoubky. Byli zřejmě specializováni na pojídání termitů nebo jiných koloniálně žijících bezobratlých. Alvarezsauridi dosahovali délky v rozmezí pouhých 0,5 až 2,5 metrů, někteří však mohli být i větší. Přinejmenším jeden rod - Shuvuuia - vykazoval také prokazatelné tělesné opeření (patří k tzv. opeřeným dinosaurům).

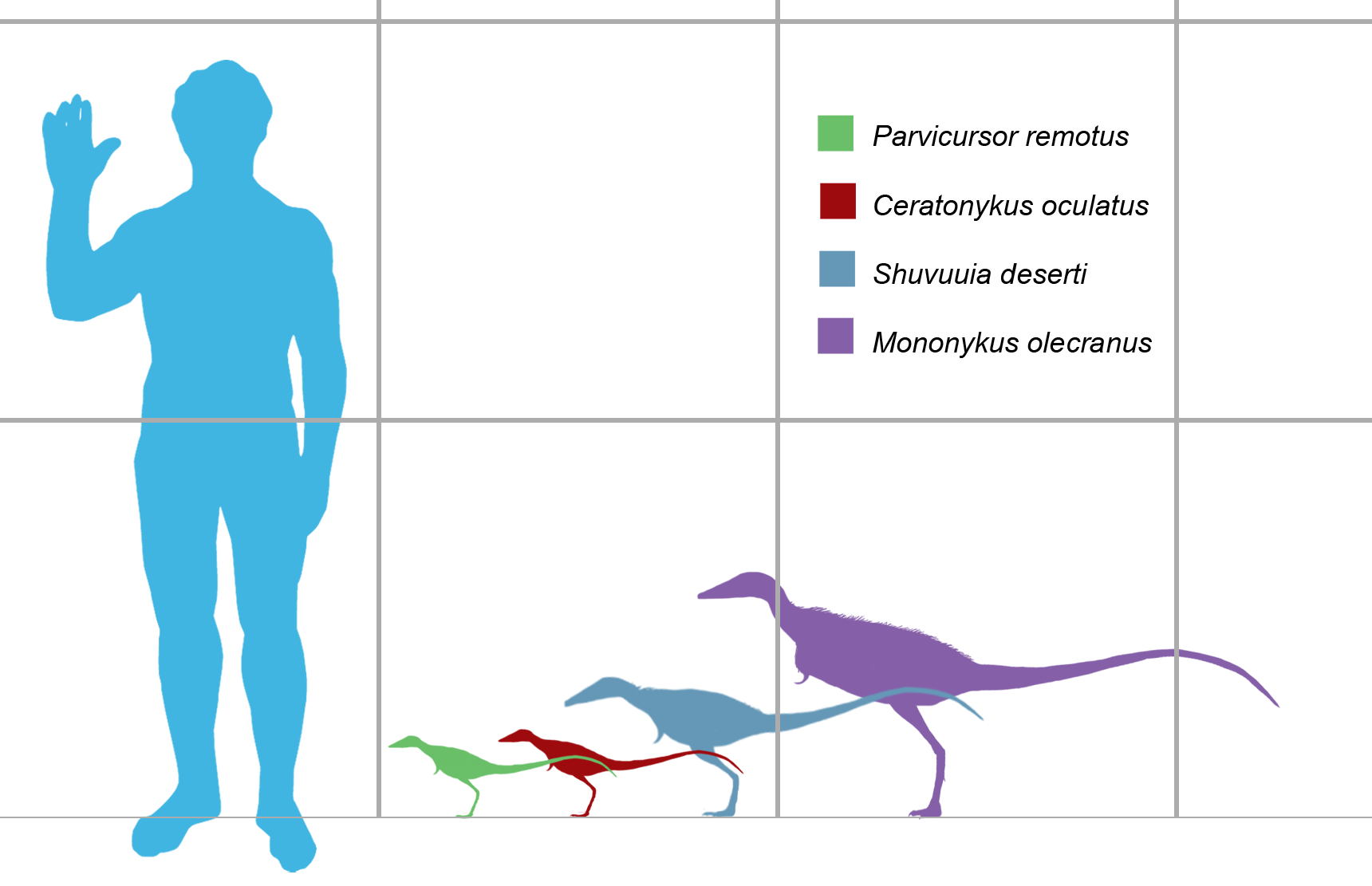
Velikostní srovnání několika druhů alvarezsauridů.

U alvarezsauroidů je pozorována postupná vývojová přeměna na malé pohyblivé insektivorní formy, vysoce specializované pro hlavní zdroj potravy v podobě hmyzu (mravenců, termitů apod.).

## Vývoj skupiny
Nejstarší známé fosilie alvarezsauridů ze severní polokoule pocházejí z geologického souvrství Bissekty na území dnešního Uzbekistánu a mají stáří kolem 90 milionů let (některé novější objevy z Argentiny ale posouvají počátek vývoje této skupiny asi na 97 milionů let). Právě v oblasti střední Asie mohla tato skupina vzniknout. V současnosti jsou taxonomie, systematika a evoluční trendy u této specializované skupiny teropodů již poměrně dobře zmapovány.
Alvarezsauridi vyhynuli spolu s dalšími druhohorními dinosaury (s výjimkou ptáků) na samotném konci křídy, před 66 miliony let, v rámci hromadného vymírání K-Pg. Posledním známým druhem je Trierarchuncus prairiensis, objevený v sedimentech souvrství Hell Creek na území Montany.
V evoluci této skupiny lze pozorovat zřetelný evoluční trend k postupné miniaturizaci tělesných rozměrů a s tím souvisejícími anatomickými změnami.

## Taxonomie
- Čeleď Alvarezsauridae
  - Achillesaurus
  - Albertonykus
  - Alvarezsaurus
  - Bannykus
  - Bradycneme
  - Kol
  - Patagonykus
  - Xiyunykus
  - Podčeleď Parvicursorinae
    - Albinykus
    - Ceratonykus
    - Dzharaonyx
    - Heptasteornis
    - Jaculinykus
    - Khulsanurus
    - Linhenykus
    - Mononykus
    - Nemegtonykus
    - Ondogurvel
    - Parvicursor
    - Qiupanykus
    - Shuvuuia
    - Trierarchuncus
    - Xixianykus